# Sabella sosias
Sabella sosias är en ringmaskart som beskrevs av Henrik Nikolai Krøyer 1856. Sabella sosias ingår i släktet Sabella och familjen Sabellidae. Inga underarter finns listade i Catalogue of Life.